# Politechnika Opolska

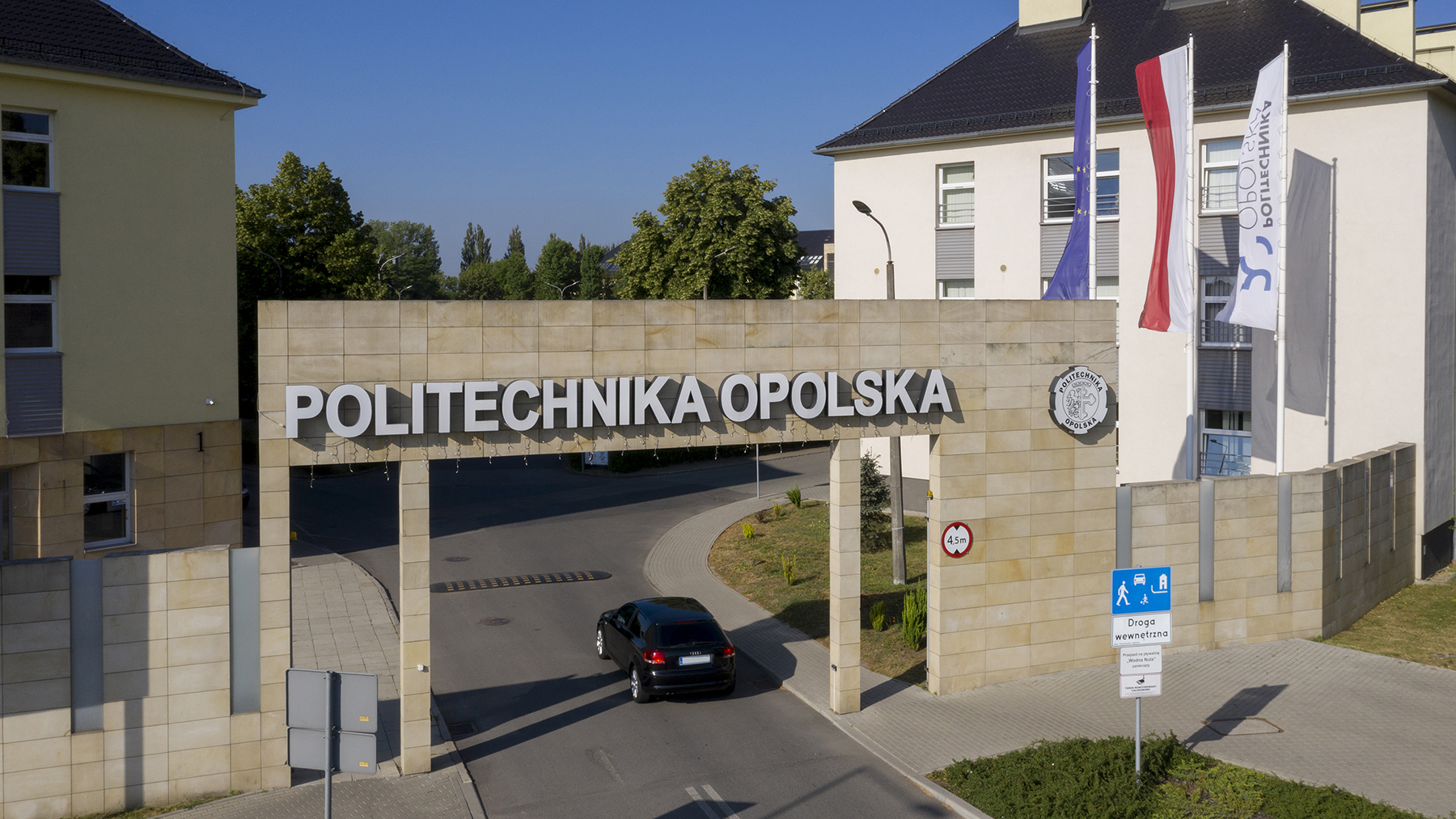
II Kampus Politechniki Opolskiej

Politechnika Opolska – jedna z dziewiętnastu państwowych uczelni technicznych w Polsce z siedzibą w Opolu. Powstała w 1996 roku w wyniku przekształcenia działającej od 1966 roku Wyższej Szkoły Inżynierskiej w Politechnikę.
Kształci studentów na 24 kierunkach, na studiach stacjonarnych oraz niestacjonarnych. Politechnika Opolska jest uczelnią interdyscyplinarną z przewagą kierunków technicznych. W jej ramach znajduje się sześć wydziałów oraz Biblioteka Główna, Centrum Językowe i Centrum Edukacji i Zastosowań Matematyki. Aktualnie uczelnia zatrudnia 803 pracowników, w tym 435 nauczycieli akademickich. W tej grupie jest 150 profesorów i doktorów habilitowanych i 237 nauczycieli akademickich ze stopniem naukowym doktora.

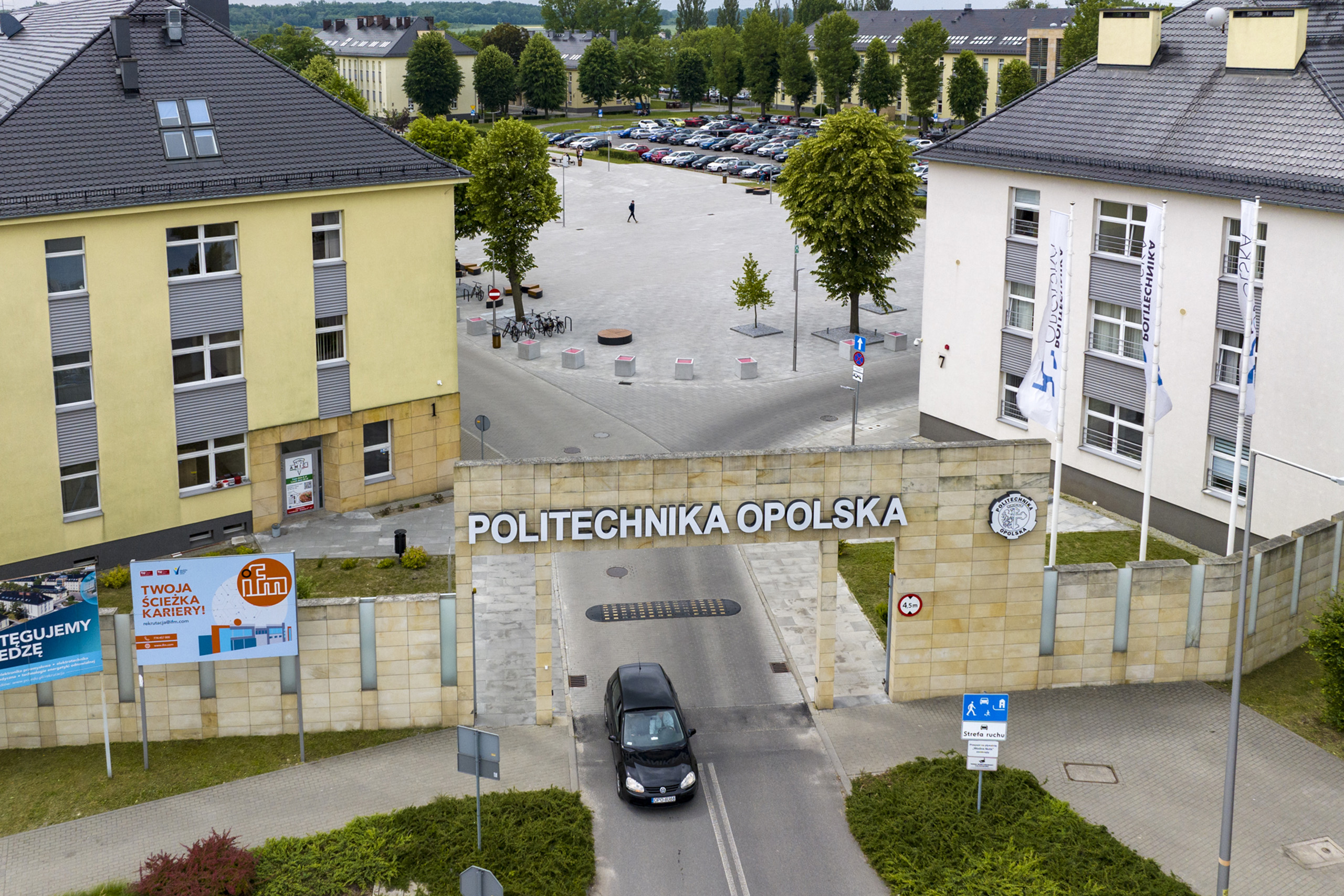
II kampus Politechniki Opolskiej – brama wjazdowa

Na uczelni studiuje ponad 5000 studentów.
W 2022 roku Politechnika Opolska jako dziewiąta na 32 polskie uczelnie została zakwalifikowana w rankingu THE World University Rankings 2023. To największy, ogólnoświatowy ranking uczelni akademickich obejmujący ponad 100 krajów, który bierze pod uwagę takie kryteria jak: jakość kształcenia i środowiska nauczania (teaching) – 30%, jakość prowadzonych badań (research) – 30%, wpływ prowadzonych badań – 30%, perspektywy międzynarodowe: pracownicy, studenci i badania (international outlook) – 7,5% oraz transfer wiedzy (industry income) – 2,5%.
W 2022 roku dziesięciu badaczy Politechniki Opolskiej znalazło się na liście 2% najbardziej wpływowych na świecie przygotowanej przez amerykański Uniwersytet Stanforda wraz z wydawnictwem Elsevier. W tym samym roku w rankingu Nature Index Politechnikę Opolską sklasyfikowano na 11. miejscu wśród uczelni technicznych i 41. wśród wszystkich uczelni w Polsce. Zgodnie z danymi zawartymi w bazie Web of Science Core Collection w 2022 roku naukowcy Politechniki Opolskiej byli cytowani na całym świecie ponad 14 500 razy. W 2021 roku 11 tysięcy razy. Dla porównania: rok wcześniej liczba ta wynosiła 6,7 tysiąca i już wówczas była znacznie wyższa niż przed laty. W rankingu THE World University Rankings 2025 Politechnika Opolska zajęła trzecie miejsce w klasyfikacji polskich ośrodków naukowych.

## Historia
Początki uczelni technicznej w Opolu związane są z działalnością Politechniki Śląskiej na Śląsku Opolskim, która w 1959 roku utworzyła w Opolu swój Punkt Konsultacyjny.
1 czerwca 1966 roku staraniem ówczesnych władz wojewódzkich oraz środowiska akademickiego Opola został on przekształcony w samodzielną Wyższą Szkołę Inżynierską (WSI).
Początkowo uczelnia składała się z trzech wydziałów: Mechanicznego, Elektrycznego i Ogólnotechnicznego (od 1967 roku pod nazwą: Budownictwa Lądowego).

W 1975 roku w wyniku reorganizacji uczelni przekształcono je w instytuty: Budowy Maszyn, Elektrotechniki, Inżynierii Lądowej oraz powołano do życia Studium Nauk Społecznych i Ekonomicznych.
Po burzliwych i przełomowych wydarzeniach z lat 1989–1990 i demokratyzacji państwa i ponownej autonomizacji uczelni wyższych przekształcono dotychczasowe instytuty ponownie w wydziały (Mechaniczny, Elektrotechniki i Automatyki, Budownictwa). W 1993 roku dotychczasowe Studium Nauk Społecznych i Ekonomicznych zastąpił Instytut Zarządzania. W 1995 roku utworzono na uczelni Instytut Wychowania Fizycznego i Rehabilitacji.
1 września 1996 roku uczelnia przyjęła nazwę „Politechnika Opolska”. W ciągu kolejnej dekady powołano dwa nowe wydziały z przekształcenia dotychczas istniejących instytutów: Wydział Zarządzania i Inżynierii Produkcji oraz Wydział Wychowania Fizycznego i Fizjoterapii.

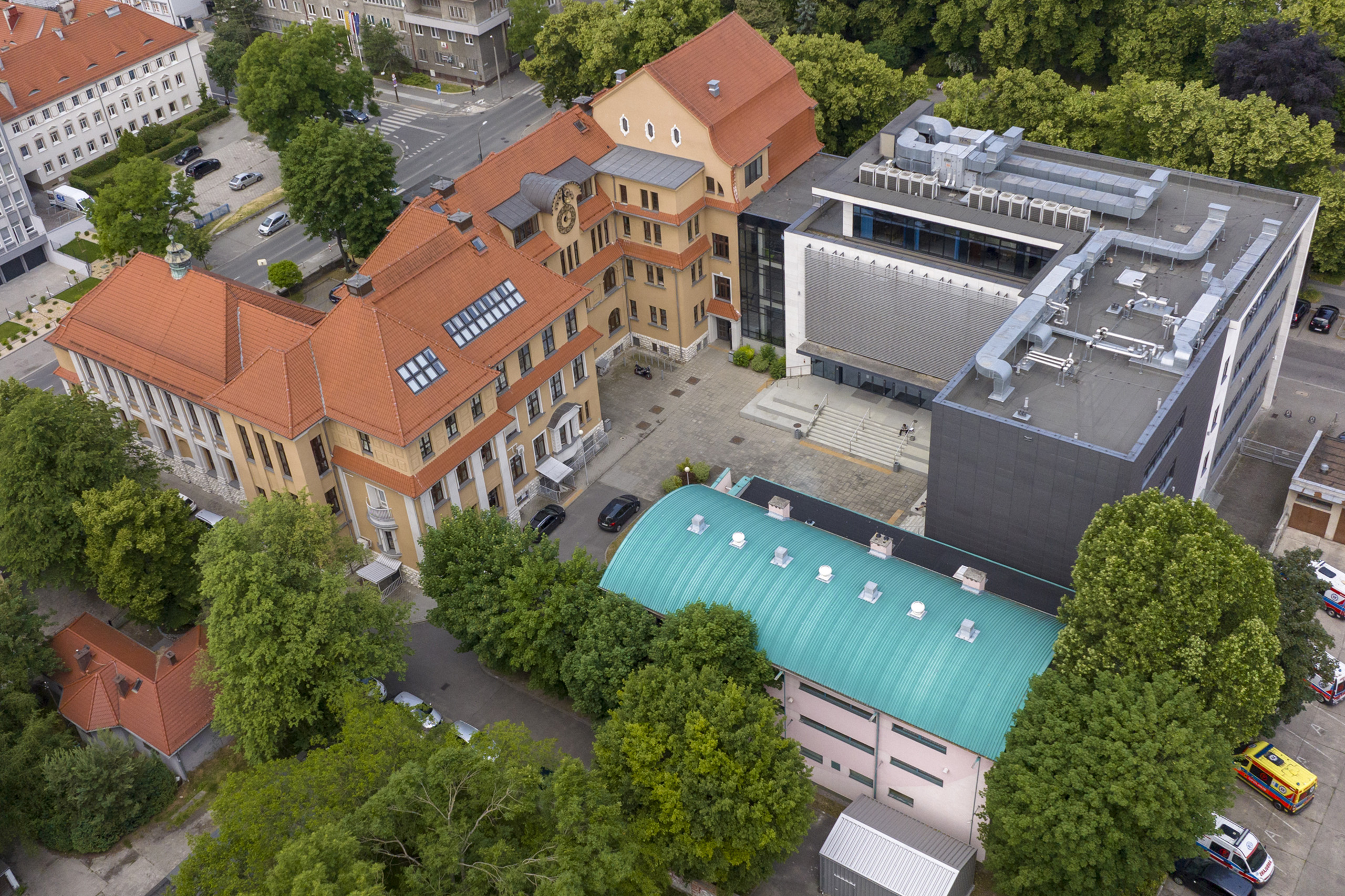
Wydział Budownictwa i Architektury Politechniki Opolskiej

## Władze uczelni

### Władze rektorskie 2024–2028
- dr hab. inż. Marcin Lorenc – rektor[12]
- dr hab. inż. Grzegorz Robak – prorektor ds. ogólnych (pierwszy zastępca rektora)[12]
- prof. dr hab. Grzegorz Królczyk – prorektor ds. nauki i rozwoju[12] (rezygnacja 31 stycznia 2025[13])
- prof. dr hab. inż. Tomasz Boczar – prorektor ds. administracyjnych[14]
- dr Anida Stanik-Besler – prorektor ds. kształcenia[12]
- dr inż. Aneta Kucińska-Landwójtowicz – prorektor ds. współpracy[12]

## Poczet rektorów

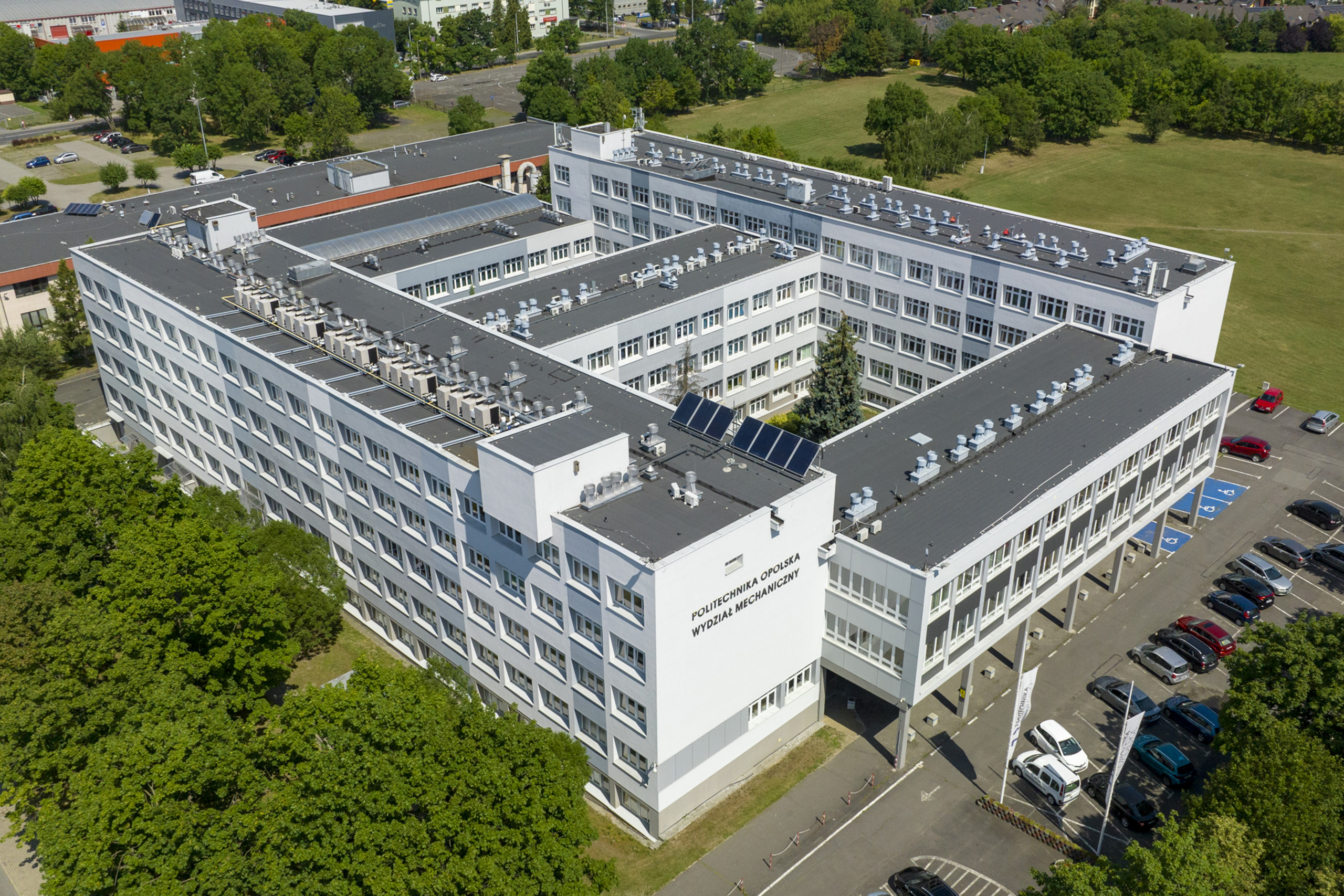

| Lp. | Lata       | Tytuły naukowe         | Imię i nazwisko  |
| --- | ---------- | ---------------------- | ---------------- |
| 1.  | 1996–1999  | prof. dr hab. inż.     | Józef Suchy      |
| 2.  | 1999–2005  | prof. dr hab. inż.     | Piotr Wach       |
| 3.  | 2005–2012  | prof. dr hab. inż.     | Jerzy Skubis     |
| 4.  | 2012–2019  | prof. dr hab. inż.     | Marek Tukiendorf |
| 5.  | 2019–nadal | dr hab. inż., prof. PO | Marcin Lorenc    |

### Władze administracyjne
- Dyrektor generalny
- Dyrektor finansowy – mgr Małgorzata Brożonowicz
- Dyrektor Biblioteki – mgr Anna Jańdziak

## Wydziały

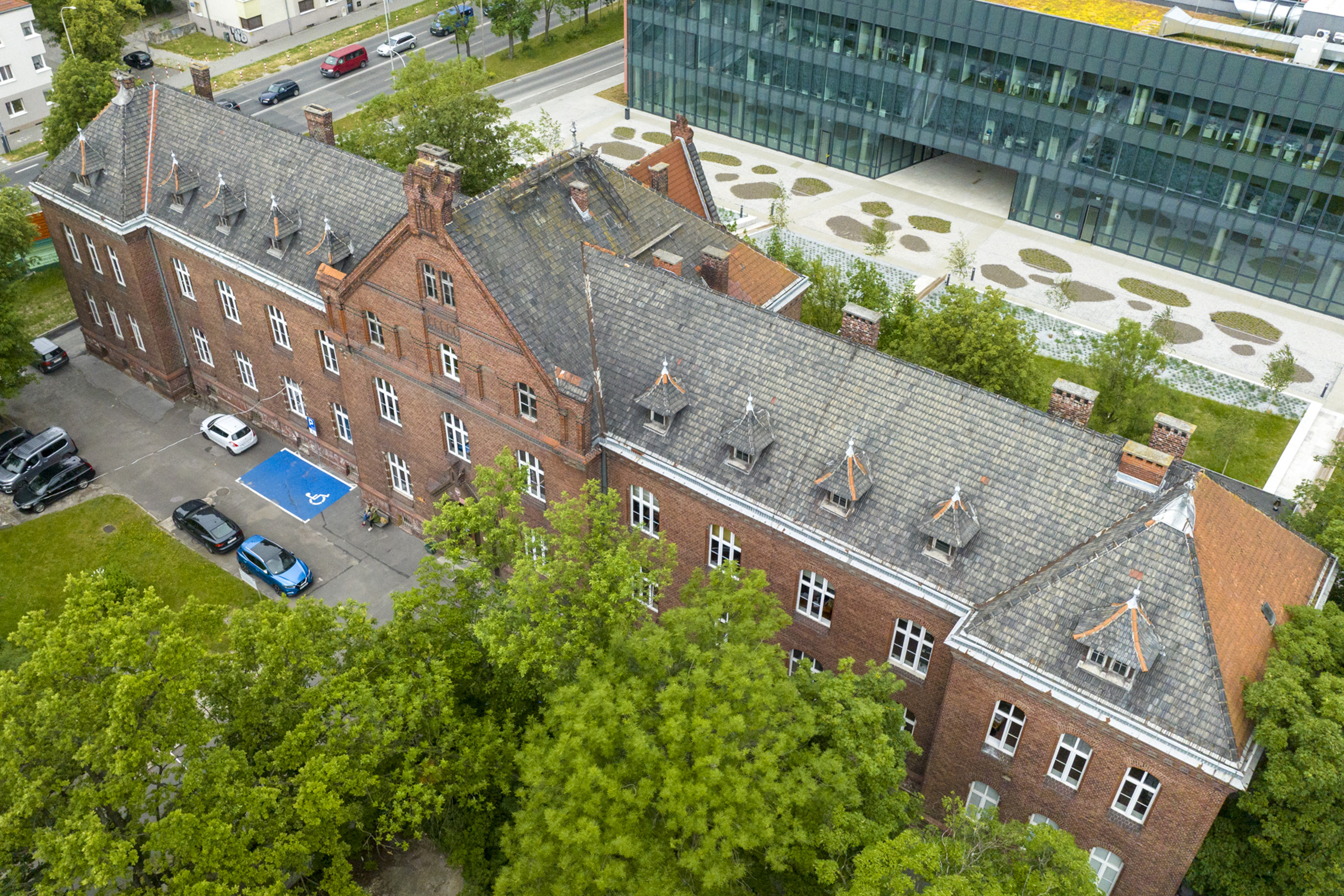
Wydział Inżynierii Produkcji i Logistyki Politechniki Opolskiej

- Wydział Budownictwa i Architektury
- Wydział Ekonomii i Zarządzania
- Wydział Elektrotechniki, Automatyki i Informatyki
- Wydział Inżynierii Produkcji i Logistyki
- Wydział Mechaniczny
- Wydział Wychowania Fizycznego i Fizjoterapii

## Kierunki kształcenia
Aktualnie Politechnika Opolska oferuje możliwość kształcenia na następujących kierunkach studiów:
- architektura
- analityka danych w biznesie
- automatyka i robotyka
- budownictwo
- dietetyka
- ekonomia i finanse
- elektronika i systemy komputerowe
- elektrotechnika
- energetyka i inżynieria środowiska
- fizjoterapia
- informatyka
- inżynieria środowiska
- komunikacja wizerunkowa
- logistyka
- mechanika i budowa maszyn
- mechatronika
- sport i bezpieczeństwo
- technologie energetyki odnawialnej
- trener aktywności fizycznej i zdrowia
- turystyka
- turystyka zagraniczna
- wychowanie fizyczne
- wzornictwo przemysłowe
- zarządzanie
- zarządzanie i inżynieria produkcji

## Dyscypliny naukowe
Politechnika Opolska powsiada uprawnienia do nadawania stopnia naukowego doktora oraz doktora habilitowanego oraz prowadzenia kształcenia w szkole doktorskiej
- w dyscyplinach:
  - architektura i urbanistyka
  - automatyka, elektronika i elektrotechnika
  - ekonomia i finanse
  - informatyka techniczna i telekomunikacja
  - inżynieria lądowa i transport
  - inżynieria mechaniczna
  - inżynieria środowiska, górnictwo i energetyka
  - nauki o kulturze fizycznej
  - nauki o zarządzaniu i jakości
  - nauki o zdrowiu[16]

## Obecność w rankingach
- THE World University Rankings 2023 – w największym, ogólnoświatowym rankingu uczelni akademickich obejmujący ponad 100 krajów Politechnika Opolska została ujęta po raz pierwszy. Natomiast w klasyfikacji polskich uczelni zajęła 9. miejsce na 32 ośrodki naukowe[17][8].
- THE World University Rankings 2025 – Politechnika Opolska ujęta po raz kolejny, w klasyfikacji polskich uczelni zajęła 3. miejsce na 32 ośrodki naukowe[8].
- SciVal – według globalnego zestawienia tylko w ciągu czterech lat o 350% wzrosła liczba publikacji naukowców Politechniki Opolskiej w najbardziej prestiżowych czasopismach naukowych na całym świecie a tylko w zeszłym roku, także na całym świecie, naukowcy Politechniki Opolskiej byli cytowani ponad 14 500 razy[18].
- Research.com – to ranking, który sprawdza jak uczelnie się rozwijają, dotyczy stricte pracy oraz badań naukowych. Politechnika Opolska jako jedna z czterech polskich uczelni, została zakwalifikowana w obszarze inżynierii mechanicznej[19].

## Doktorzyhonoris causaPolitechniki Opolskiej
Doktorzy honoris causa:
| Lp. | Imię i nazwisko      | Data nadania tytułu  | Promotor                                 |
| --- | -------------------- | -------------------- | ---------------------------------------- |
| 1   | Jerzy Buzek          | 10 listopada 2006    | prof. dr hab. Leon Troniewski            |
| 2   | Tadeusz Kaczorek     | 27 lutego 2009       | prof. dr hab. Ryszard Rojek              |
| 3   | Kazimierz Zakrzewski | 8 maja 2013          | prof. dr hab. Marian Łukaniszyn          |
| 4   | Józef Szala          | 22 października 2014 | prof. dr hab. Tadeusz Łagoda             |
| 5   | Ryszard Knosala      | 22 kwietnia 2015     | dr hab. inż. Waldemar Skomudek, prof. PO |
| 6   | Wiesław Kurdowski    | 22 maja 2015         | prof. dr hab. Stefania Grzeszczyk        |
| 7   | Janusz Mroczka       | 18 stycznia 2017     | prof. dr hab. Krzysztof Latawiec         |
| 8   | Eugeniusz Świtoński  | 27 czerwca 2018      | prof. dr hab. inż. Marek Tukiendorf      |
| 9   | Stanisław Legutko    | 28 maja 2024         | prof. dr hab. Grzegorz Królczyk          |

## Kampus
Miasteczko Akademickie Politechniki Opolskiej znajduje się w północno-wschodniej części Opola w rejonie ulic: Mikołajczyka. Oleskiej i Sosnkowskiego oraz Małopolskiej. W skład kampusu wchodzą cztery domy studenckie:
- DS 1 Zaścianek ul. Mikołajczyka 6,
- DS 2 Zygzak ul. Mikołajczyka 10,
- DS 3 Pryzma ul. Mikołajczyka 14,
- DS 4 Sokrates ul. Małopolska 22.